# Ragip Jashari
 (mai 2023).
Si vous disposez d'ouvrages ou d'articles de référence ou si vous connaissez des sites web de qualité traitant du thème abordé ici, merci de compléter l'article en donnant les références utiles à sa vérifiabilité et en les liant à la section « Notes et références ».
Ragip Jashari (11 novembre 1961 - 19 avril 1999), était un homme politique albanais partisan de l'indépendance du Kosovo. 